# Thomas Somerscales
Thomas Jacques Somerscales ou Sommerscales (né à Kingston-upon-Hull le 30 octobre 1842 - mort le 27 juin 1927) est un peintre de marine anglais.

## Biographie
Engagé dans la Royal Navy, Thomas Somerscales quitte celle-ci et s'installe au Chili. Sans aucune formation artistique, il se lance dans la peinture. Passionné par la mer et l'histoire maritime, il leur consacre la plus grande partie de ses œuvres. Sa peinture exerce une grande influence sur le peintre de marine chilien Álvaro Casanova Zenteno (1857-1939).

## Galerie

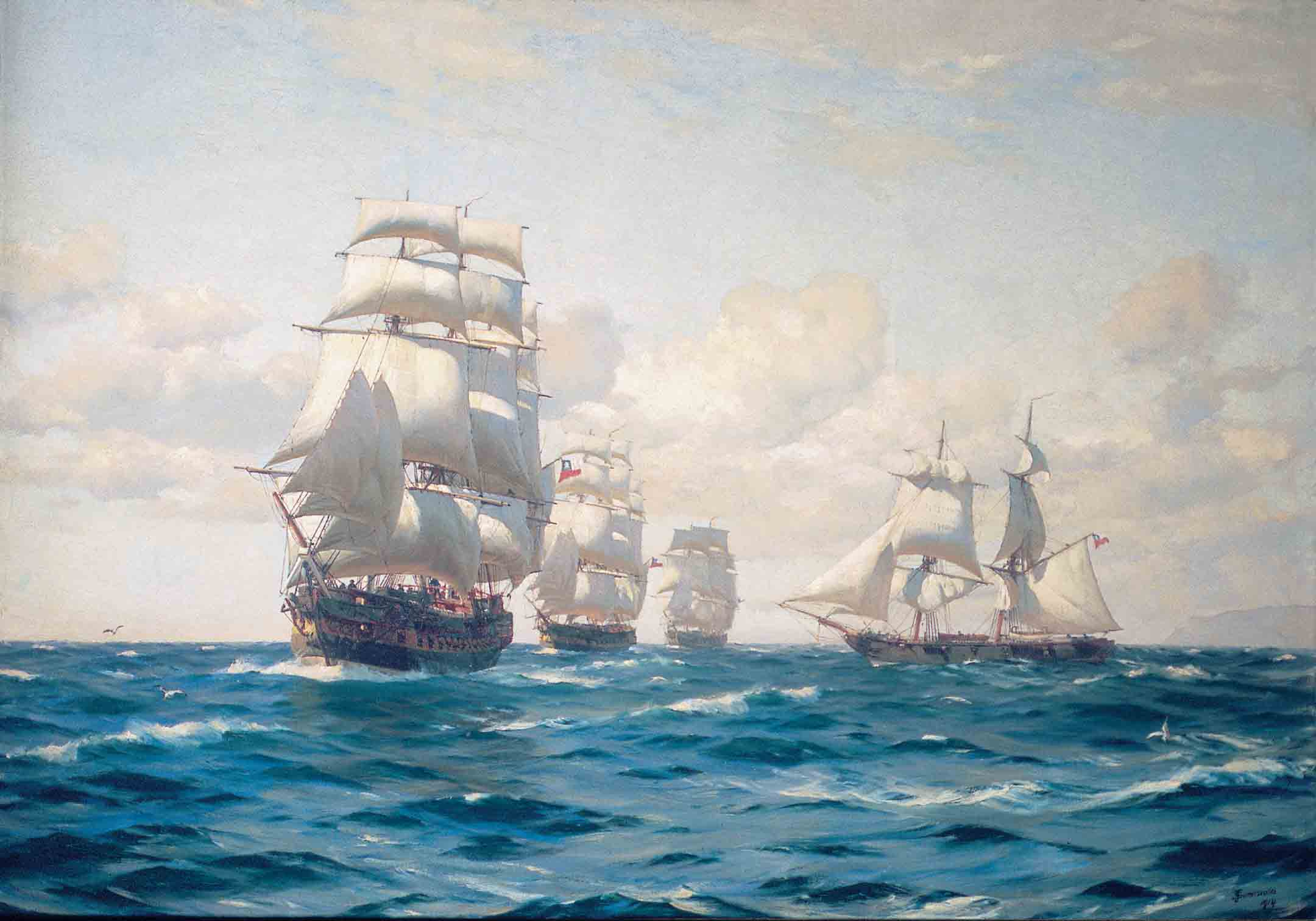
La première escadre du Chili
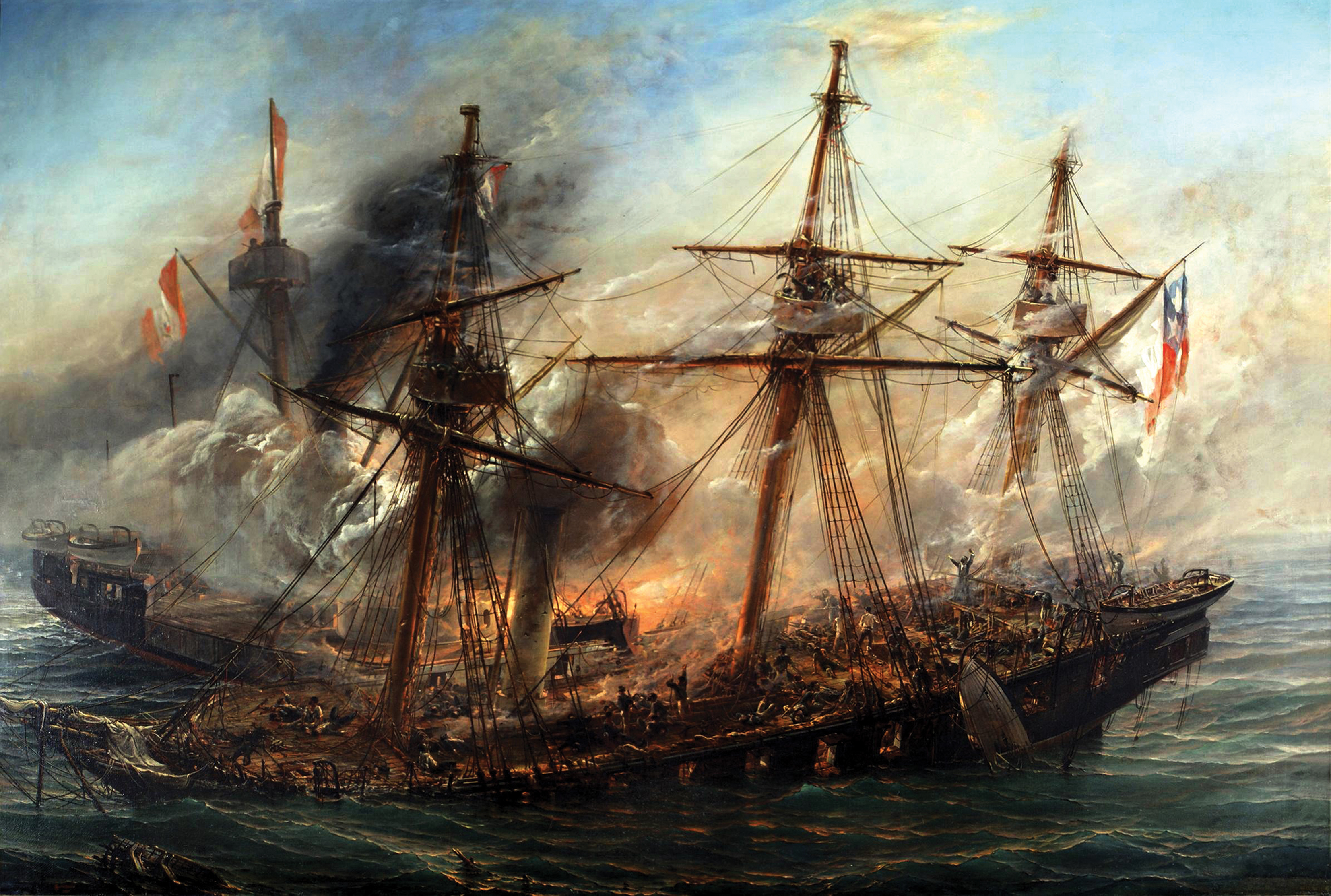
Combat de l'Esmeralda
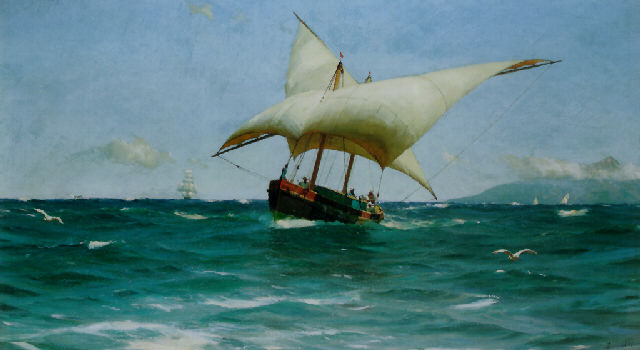
Full sails
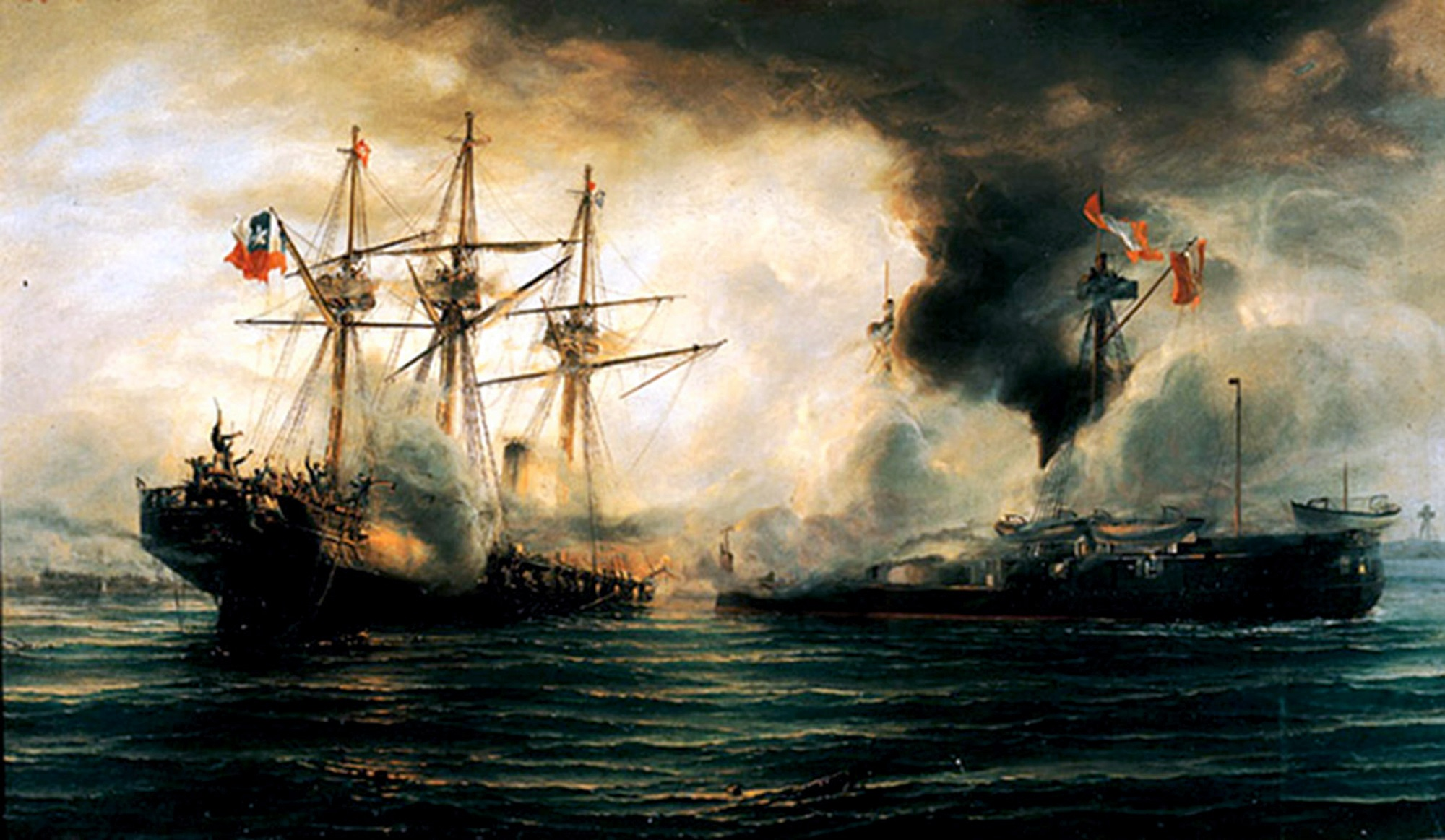
Combat naval d'Iquique
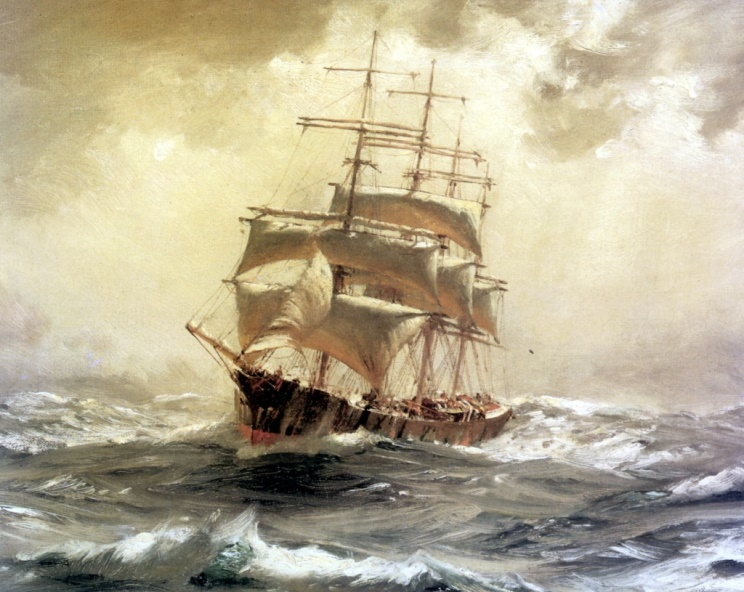
Barque
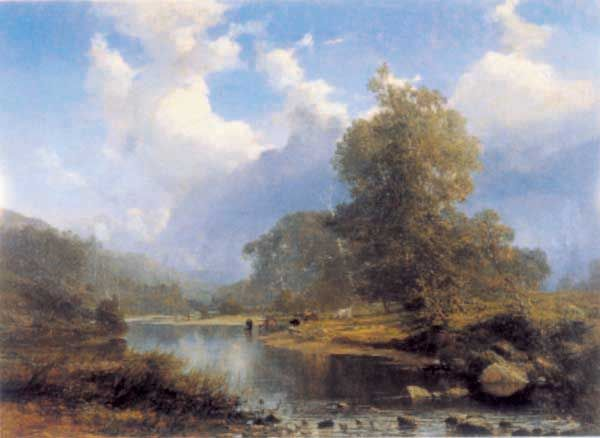
Limache